# Apropiación indebida
La apropiación indebida es un delito contra el patrimonio (en ciertos países, delito contra la propiedad) consistente en el apoderamiento de bienes ajenos, con intención de lucrarse cuando esos bienes se encontraban legalmente en su posesión a través de otros títulos posesorios distintos de la propiedad. El sujeto debe poseer los bienes ajenos, como pueden ser el depósito, la comisión o la administración, con la obligación de entregarlos o devolverlos a otra persona.
En algunas legislaciones, también comete apropiación indebida quien se apropia de una cosa perdida o de dueño desconocido. Si bien se suele requerir en este caso que el valor de lo apropiado supere una cierta cantidad (debe tener un valor económico importante, que demuestre que no se trata de algo abandonado, sino extraviado, simplemente). También incluye esta apreciación la persona que recibe algo por error del transmitente y posteriormente niega su recepción o no procede a su devolución.

## Diferencia con otros delitos contra el patrimonio
La apropiación indebida se diferencia del robo  y del hurto por la forma en la que el que comete el delito entra a tomar posesión de los bienes. La posesión es en un principio suya, de forma completamente legal (lo tiene en depósito o es el administrador), pero sustrae la cosa ilegalmente con posterioridad, y aprovechándose de la situación jurídica existente.
En algunos países se agrupa la apropiación indebida dentro del mismo grupo que las estafas.

## Regulaciones por países

### España
En España los artículos 252 a 254 del Código Penal regulan la apropiación indebida. La pena es la misma que para la estafa, salvo para quien se apropia de algo extraviado o recibido por error y de valor menor de 400 €, en cuyo caso la pena es menor y normalmente no acarrea prisión.
Es un ataque al patrimonio, entendido como un conjunto de derechos económicos o jurídicos de los que se puede ser titular. Se pueden distinguir dos etapas diferenciadas: 
1. Una situación inicial lícita, en la que el sujeto activo recibe cualquier otra cosa mueble o activo patrimonial con finalidad de devolución o bien de empleo en un destino determinado de entrega a un tercero o terceros para cumplir la finalidad pactada.
2. Apropiación ilegítima actuando ilícitamente sobre el bien, disponiendo como si fuera su dueño, prescindiendo con ello de las limitaciones del título de recepción, establecidas con garantía de los legítimos intereses de quienes lo entregaron.

### Chile
En Chile, la apropiación indebida se regula en el Artículo 470 n.º 1 del Código Penal, que sanciona "A los que en perjuicio de otro se apropiaren o distrajeren dinero, efectos o cualquiera otra cosa mueble que hubieren recibido en depósito, comisión o 
administración, o por otro título que produzca obligación de entregarla o devolverla."
Se trata de un delito que se encuadra dentro de los llamados "Fraudes por abuso de confianza", y su pena varía atendiendo al monto de lo apropiado.

### Perú
En Perú, la apropiación indebida se denominada apropiación ilícita y el tipo base se encuentra previsto en el artículo 190 del Código Penal: "El que, en su provecho o de un tercero, se apropia indebidamente de un bien mueble, una suma de dinero o un valor que ha recibido en depósito, comisión, administración u otro título semejante que produzca obligación de entregar, devolver, o hacer un uso determinado, será reprimido con pena privativa de libertad no menor de dos ni mayor de cuatro años".
Además de la apropiación ilícita común, existen tres modalidades independientes:
- Sustracción de bien propio
- Apropiación irregular
- Apropiación por prenda